# Chùa Hội Phước
Chùa Hội Phước hay Hội Phước Tự là một ngôi chùa cổ ở Ấp Tân Bình, xã Lai Vung, tỉnh Đồng Tháp. Được xây dựng năm 1841 thời vua Thiệu Trị, do Hòa thượng Thích Hoằng Ân khai sơn.

## Giới thiệu

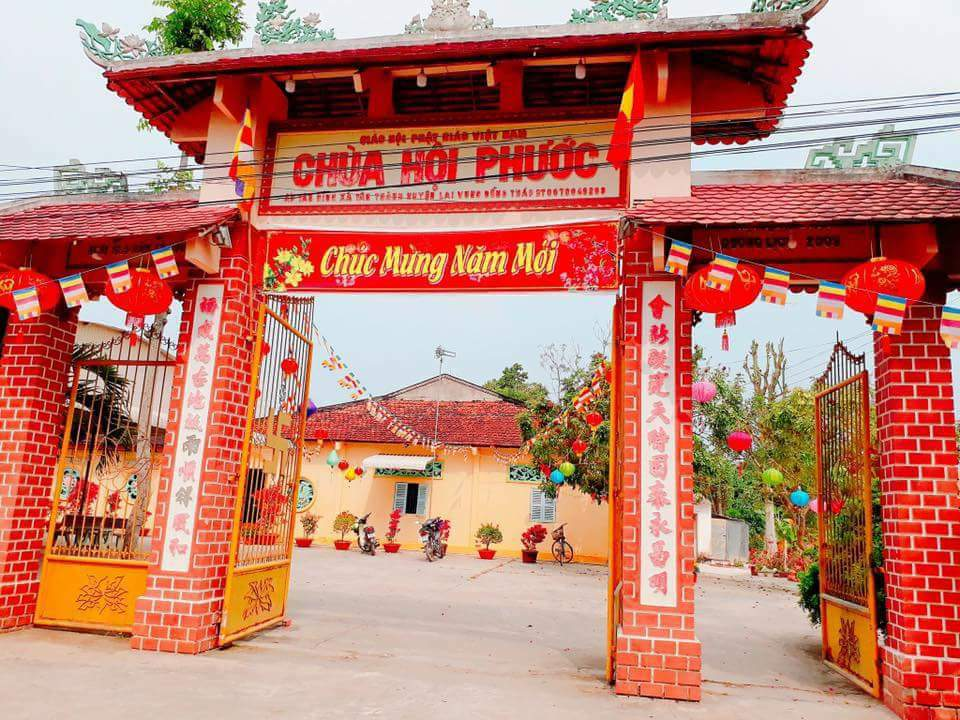
cổng chính chùa Hội Phước

Chùa có từ đời vua Thiệu Trị năm thứ 5 (1845). Đương thời, chỉ là một thảo am của bà Trần Thị Ngôn dựng lên để tu niệm. Năm 1845, bà thế phát xuất gia với Hồ Thượng Liễu Lộc ở chùa Huệ Lâm – Sài Gòn, được Hòa thượng ban cho Pháp danh là Như Định.
Năm 1849, đáp lời thỉnh cầu của bà Như Định, lão Tổ Tiên Giác Hải Tịnh ở Tổ đình Giác Lâm – Sài Gòn tiến cử Hòa thượng Liễu Ngọc Phổ Minh về trụ trì thảo am và từ đó đặt tệ là Hội Phước Tự .
Năm 1850, Hòa Thượng Liễu Ngọc bắt đầu xây dựng chùa với những công trình như : Chánh điện, Tổ đường, Đông đường, Tây đường, Giảng đường và Tiền đường, công trình xây dựng mãi đến năm 1891 mới hoàn thành.
Trước đây chùa có tên là Cảnh Long Tự sau này được đổi tên là Hội Phước Tự. Kiến trúc chùa có hai nếp nhà, nếp thứ nhất làm nơi thờ Phật, nếp thứ hai làm nơi sinh hoạt. Chùa được trùng tu vào những năm 1997 và năm 2016. Đặc biệt nơi chánh điện còn lưu giữ được một bộ kinh Trung Tôn có từ thời Hòa thượng khai sơn và một đại hồng chung nặng hơn 300 kg có từ thời vua Thiệu Trị được chuyển từ Huế vào, trên đại hồng chung có khắc chữ Cảnh Long Tự, chủ trì Hoằng Ân tạo kim chung đàn na. Thiệu Trị nguyên niên, tứ nguyệt sơ nhất nhật. Chùa Hội Phước được chọn làm Văn phòng Ban Trị Sự Giáo hội Phật giáo Việt Nam huyện Lai Vung.